# Purple Pain
Purple Pain är ett samlingsalbum på vilket svenska artister tolkat Prince-låtar. Skivan gavs ut 1995 på Dolores Recordings.

## Låtlista
Där inte annat anges är låtarna skrivna av Prince.
1. Refused - "Let's Go Crazy" - 3:10
2. Souls - "Take Me with U" - 6:13
3. Fireside - "The Beautiful Ones" - 3:27
4. Randy - "Computer Blue" (Wendy Melvoin & Lisa Coleman) - 2:11
5. Fly - "Darling Nikki" - 6:31
6. Starmarket - "When Doves Cry" - 2:18
7. Girlsmen - "I Would Die 4 U" - 3:42
8. Stonefunkers - "Baby I'm a Star" - 3:35
9. Teddybears - "Purple Rain" - 8:57

## Personal
- Vacation Art - design

### Fotnoter
1. 1 2  ”Purple Pain”. Discogs.com. http://www.discogs.com/Various-Purple-Pain/release/2420105. Läst 8 januari 2012.